# Batalha de Quio (201 a.C.)
A Batalha de Quio foi a primeira das duas grandes batalhas navais travadas no mar Egeu durante a Guerra Cretense de 205-200 a.C. entre Filipe V, rei da Macedónia e a aliança liderada por Rodes de Pérgamo. Ocorreu ao largo da ilha de Quio em 201 a.C. Apesar da larga superioridade numérica dos macedónios, o confronto terminou com uma derrota destes.

## Contexto
Após o fim da Primeira Guerra Macedónica, Filipe mandou reconstruir a sua marinha de guerra com uma dimensão que pudesse desafiar as frotas de Rodes, Pérgamo e do Egito ptolemaico. O rei macedónio pretendia esmagar a potência naval dominante no Egeu, o seu aliado Rodes{ e para isso selou alianças com piratas etólios e espartanos e com algumas cidades-estado poderosas de Creta, nomeadamente Hierapitna e Olunte.

## Batalha
A frota macedónia era numericamente superior à frota aliada inimiga, mas faltava-lhe experiência, pois tinha sido constituída por Filipe apenas uns anos antes da batalha. Isto revelou-se um fator crucial e decisivo.
Durante a batalha, o navio almirante de Filipe V, uma enorme galé birreme or trirreme com dez bancos de remadores, albalroou acidentalmente num dos seus próprios navios quando este se desviou da rota, atravessando-se na do navio do rei macedónio. O timoneiro não foi capaz de evitar o choque que provocou estragos na zona dos remadores, acima da linha de água e prendeu os dois navios. Tendo ficado imbilizado, o navio tornou-se uma presa fácil para os inimigos, que o albalroaram abaixo da linha de água em ambos os lados.
A batalha parecia estar a correr mal para Filipe quando Átalo tentou evitar que um dos seus navios fosse afundado e foi arrastado para a costa. Filipe capturou o navio de Átalo e rebocou-o de volta pelo meio da batalha, o que levou a que a frota pergamena pensasse que o seu rei tinha morrido e se retirasse. A acalmia resultante da dessa retirada foi aproveitada pelos macedónios para fugir aos ródios vitoriosos.

## Rescaldo
As perdas sofridas por Filipe em Quio constituiu um duro golpe no poder naval macedónio, a ponto da marinha macedónia ter tido um papel pouco importante na Segunda Guerra Macedónica.
Átalo desembarcou e fugiu por terra, só tendo escapado a ficar cativo por ter deixado a bordo as suas imensas riquezas, o que distraiu os perseguidores macedónios o tempo suficiente para ele se por em fuga.
O almirante vitorioso Teofilisco viria a morrer devido aos ferimentos sofridos durante a batalha.